# میکولوویتسه (ناحیه یسنیک)
میکولوویتسه (به چکی: Mikulovice) یک منطقهٔ مسکونی در جمهوری چک است که در ناحیه یسنیک واقع شده‌است. میکولوویتسه ۳۳٫۲۸ کیلومتر مربع مساحت و ۲٬۷۲۶ نفر جمعیت دارد و ۳۲۰ متر بالاتر از سطح دریا واقع شده‌است.

## خواهرخوانده
شهرهای Głuchołazy و Zlaté Hory خواهرخوانده‌های میکولوویتسه (ناحیه یسنیک) هستند.